# Нарман
Нарма́н (тур. Narman) — город и район в провинции Эрзурум (Турция).

## Состав
Район Нарман разбит на 46 махалля:
- Алабалик[англ.]
- Алакаяр[англ.]
- Аракой[англ.]
- Ашайяйла[англ.]
- Башкале[англ.]
- Бейлер[англ.]
- Бугакале[англ.]
- Камикебир (тур. Camikebir)
- Камисагир (тур. Camisağır)
- Чамлияйла[англ.]
- Чименли[англ.]
- Дагйолу[англ.]
- Демирдаг[англ.]
- Эргази[англ.]
- Гокдаг[англ.]
- Голлу[англ.]
- Гуллюдаг[англ.]
- Гювенлик[англ.]
- Камишёзю[англ.]
- Карадаг[англ.]
- Карапинар[англ.]
- Килимли[англ.]
- Кишлакой[англ.]
- Кочкая[англ.]
- Коюнорен[англ.]
- Куручалы[англ.]
- Махмутчавуш[англ.]
- Мерджимекли[англ.]
- Отлутепе (тур. Otlutepe)
- Пинарйолу[англ.]
- Самикале[англ.]
- Сапанли[англ.]
- Савашчилар[англ.]
- Шехитлер[англ.]
- Шекерли (тур. Şekerli)
- Серинсу[англ.]
- Сайид Али Баба[англ.]
- Сюлюклу[англ.]
- Сютпинар[англ.]
- Ташбурун[англ.]
- Телли[англ.]
- Тоягарли[англ.]
- Тузла (тур. Tuzla)
- Яныкташ[англ.]
- Йолдере[англ.]
- Юкариайла[англ.]